# Madżd al-Krum
Madżd al-Krum (hebr. מַגְ'ד אל-כֻּרוּם; arab. مجد الكروم; ang. Majd al-Kurum; pol. Chwała Winnicy) – samorząd lokalny położony w Dystrykcie Północnym, w Izraelu.

## Położenie
Miejscowość jest położona na wysokości 277 metrów n.p.m. w zachodniej części Doliny Bet ha-Kerem na północnej krawędzi Dolnej Galilei. Dolina Bet ha-Kerem wyznacza granicę między Dolną a Górną Galileą. Miejscowość leży u podnóża stromego urwiska pasma górskiego Matlul Curim (wysokość dochodzi do 769 m n.p.m.). W miejscu tym różnica wysokości między dnem a krawędzią doliny dochodzi do 500 metrów. Po stronie zachodniej dolina zwęża się i kończy wzgórzem Har Gamal (324 m n.p.m.). Na południu wznoszą się wzgórza Har Karmi (362 m n.p.m.) i Har Gillon (367 m n.p.m.). W jej otoczeniu znajdują się miasto Karmiel, miejscowości Bina, Dejr al-Asad, Julis i Jirka, kibuce Pelech, Tuwal i Kiszor, moszaw Achihud, oraz wioski komunalne Szoraszim, Curit, Gilon i Tal-El. Na zachód od miejscowości znajduje się strefa przemysłowa Bar-Lev. Na północnym zachodzie znajduje się baza wojskowa Sił Obronnych Izraela (prawdopodobnie są to magazyny amunicji).

### Podział administracyjny
Madżd al-Krum jest położone w Poddystrykcie Akki, w Dystrykcie Północnym.

## Demografia
Zgodnie z danymi Izraelskiego Centrum Danych Statystycznych w 2011 roku w Madżd al-Krum żyło prawie 13,8 tys. mieszkańców, z czego 99,9% Arabowie muzułmanie i 0,1% inne narodowości. Wskaźnik wzrostu populacji w 2011 roku wynosił 0,0%. Zgodnie z danymi Izraelskiego Centrum Danych Statystycznych średnie wynagrodzenie pracowników w Madżd al-Krum w 2009 roku wynosiło 4283 ILS (średnia krajowa 7070 ILS).
| Wiek (w latach) | Procent populacji w % |
| --------------- | --------------------- |
| 0 – 4           | 12,3                  |
| 5 – 9           | 12,4                  |
| 10 – 14         | 12,4                  |
| 15 – 19         | 10,7                  |
| 20 – 29         | 14,7                  |
| 30 – 44         | 20,6                  |
| 45 – 59         | 11,2                  |
| 60 – 64         | 1,6                   |
| 65 –            | 4,0                   |

Źródło danych: Central Bureau of Statistics.

## Historia

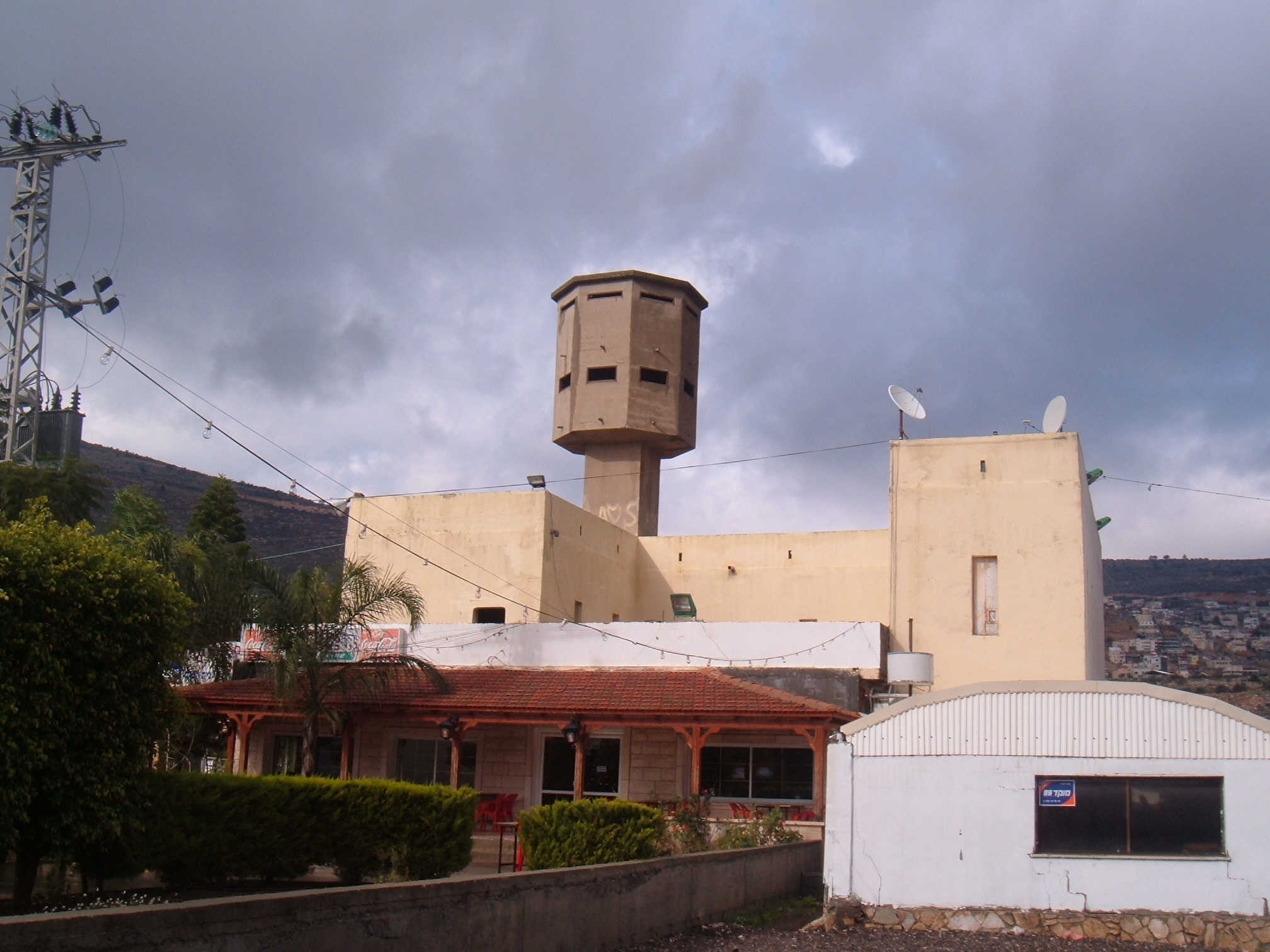
Fort Tegart w Madżd al-Krum

W czasach starożytnych znajdowała się tutaj żydowska osada Bet ha-Kerem, od której pochodzi nazwa Doliny Bet ha-Kerem. W późniejszym czasie na jej miejscu powstała arabska wioska. Pod koniec XIX wieku była to niewielka wioska z domami wzniesionymi z kamienia. Była otoczona drzewami oliwkowymi i gruntami ornymi. W wyniku I wojny światowej w 1918 roku cała Palestyna przeszła pod panowanie Brytyjczyków. Po arabskim powstaniu w Palestynie (1936–1939) Brytyjczycy wybudowali tutaj fort policji mandatowej (Fort Tegart). Przyjęta 29 listopada 1947 roku Rezolucja Zgromadzenia Ogólnego ONZ nr 181 w sprawie podziału Palestyny przyznawała rejon miejscowości Arraba państwu arabskiemu. Podczas wojny domowej w Mandacie Palestyny na początku 1948 roku do wioski wkroczyły siły Arabskiej Armii Wyzwoleńczej, które paraliżowały żydowską komunikację w całym obszarze Galilei. Podczas I wojny izraelsko-arabskiej Izraelczycy przeprowadzili w tym rejonie operację Hiram, i 29 października 1948 roku zajęli Madżd al-Krum. Według naocznych świadków, izraelscy żołnierze wybrali losowo 12 mężczyzn i rozstrzelali ich z zawiązanymi oczami. Większość mieszkańców wioski wówczas uciekła, jednak po wojnie na ich miejsce wprowadzili się Arabowie wysiedleni z innych zniszczonych w Galilei wiosek. Dzięki temu Madżd al-Krum zachowała swój pierwotny charakter. W 1964 roku Madżd al-Krum otrzymała status samorządu lokalnego. Następnie, w 2003 roku przeprowadzono reformę terytorialną, w wyniku której połączono Madżd al-Krum z sąsiednimi miejscowościami Bi’ina i Dejr al-Asad tworząc jeden samorząd lokalny Szagor. W marcu 2005 roku otrzymał on prawa miejskie. Powstałe w ten sposób miasto było jednak sztucznym tworem. Brakowało jednolitej administracji, a wszystkie dzielnice oskarżały się wzajemnie o nadmierne przywileje i niepłacenie podatków. Wzajemne spory doprowadziły do głębokiej zapaści gospodarczej, której widocznym efektem był upadek instytucji odpowiedzialnych za wywóz śmieci i kanalizację miejską. W rezultacie odpadki komunalne wywożono do sąsiednich wadi, zanieczyszczając w ten sposób okolicę. Ze względu na rosnące zadłużenie miasta, wielokrotnie wstrzymano dostawy wody pitnej dla mieszkańców. W dniu 1 grudnia 2008 roku podjęto decyzję o rozwiązaniu miasta Szagor, i Madżd al-Krum powróciło do statusu samorządu lokalnego. Podczas II wojny libańskiej w 2006 roku Madżd al-Krum ucierpiało od ostrzału rakietowego prowadzonego przez organizację terrorystyczną Hezbollah z terytorium Libanu. Ogółem na miejscowość spadły 43 rakiety, które zabiły 4 osoby i spowodowały duże straty materialne.

## Polityka
Siedziba władz samorządowych znajduje się w centrum miejscowości.

## Architektura
Miasteczko posiada typową arabską architekturę, charakteryzującą się ciasną zabudową i wąskimi, krętymi uliczkami. Zabudowa powstawała bardzo chaotycznie, bez zachowania jakiegokolwiek wspólnego stylu architektonicznego. Pomimo że zabudowa w centrum ma charakter miejski, to na obrzeżach przybiera typowy charakter wiejski.

## Kultura
W miejscowości znajduje się dom kultury z biblioteką publiczną. Organizowane są tutaj festiwale kultury arabskiej, dzięki którym Madżd al-Krum jest arabskim centrum regionalnym.

## Edukacja i nauka
W miejscowości znajduje się 10 szkół, w tym 6 szkół podstawowych. W 2010 roku uczyło się w nich ponad 4 tys. uczniów, w tym 2,2 tys. w szkołach podstawowych. Średnia uczniów w klasie wynosiła 27.

## Sport i rekreacja
Z obiektów sportowych jest tutaj boisko do piłki nożnej. Przy szkołach są usytuowane mniejsze boiska i sale sportowe.

## Gospodarka
Podstawą lokalnej gospodarki pozostaje rolnictwo, chociaż coraz większą rolę odgrywają usługi i handel. Wielu mieszkańców pracuje w okolicznych strefach przemysłowych.

## Transport
Z miejscowości wyjeżdża się dwoma drogami na południe na drogę ekspresową nr 85, którą jadąc na wschód dojeżdża się do miasta Karmiel i dalej do miasteczka Nachf, lub jadąc na zachód dojeżdża się do skrzyżowania z lokalną drogą prowadzącą do wiosek Gilon i Curit, a dalej do moszawu Achihud. Lokalna droga prowadzi na północny wschód do miejscowości Dejr al-Asad i Bi’ina.